# Свољна
Свољна (блр. Свольна; рус. Свольна) руско-белоруска је река и десна је притока реке Дрисе (део басена Западне Двине и Балтичког мора).
Река Свољна је отока језера Нечерица из којег истиче у Себешком рејону Псковске области (у Русији) одакле даље тече у правцу југозапада. Највећим делом свога тока тече преко територије Полацке низије, као гранична река између два северна рејона Витепске области Белорусије (Расонски и Горњодвински рејон). Улива се након 99 km тока у реку Дрису као њена десна притока, насупрот села Тјасти. У средњем делу тока протиче кроз језеро Лисна.
Од укупно 99 km тока, свега 6 km је преко територије Русије, док су преостала 93 km преко територије Белорусије. Површина сливног подручја је око 1.510 km², док је просечан проток у зони ушћа на годишњем нивоу око 11,7 m³/s.
Корито карактерише интензивно меандрирање, ширине је у просеку између 18 до 20 метара. Замрзава се средином децембра и под ледом је до почетка априла. Обална равница се постепено шири идући у правцу ушћа, са просечним ширинама између 400 и 600 метара у горњем и средњем, до између 800 и 1.500 метара у доњем делу тока. Повремено је плавна. Уз обе обале бројне су мртваје.